# Sceliages augias
Sceliages augias är en skalbaggsart som beskrevs av Gillet 1908. Sceliages augias ingår i släktet Sceliages och familjen bladhorningar. Inga underarter finns listade i Catalogue of Life.